# Cornell (Wisconsin)
Cornell es una ciudad ubicada en el condado de Chippewa en el estado estadounidense de Wisconsin. En el Censo de 2010 tenía una población de 1.467 habitantes y una densidad poblacional de 129,58 personas por km².

## Geografía
Cornell se encuentra ubicada en las coordenadas 45°9′50″N 91°9′1″O / 45.16389, -91.15028. Según la Oficina del Censo de los Estados Unidos, Cornell tiene una superficie total de 11.32 km², de la cual 9.94 km² corresponden a tierra firme y (12.22%) 1.38 km² es agua.

## Demografía
Según el censo de 2010, había 1.467 personas residiendo en Cornell. La densidad de población era de 129,58 hab./km². De los 1.467 habitantes, Cornell estaba compuesto por el 97.61% blancos, el 0.27% eran afroamericanos, el 0.34% eran amerindios, el 0.2% eran asiáticos, el 0.07% eran isleños del Pacífico, el 0% eran de otras razas y el 1.5% pertenecían a dos o más razas. Del total de la población el 0.2% eran hispanos o latinos de cualquier raza.